# Lotus F1 Team
Das Lotus F1 Team war ein im Vereinigten Königreich ansässiger, zum luxemburgischen Investmentunternehmen Genii Capital gehörender Formel-1-Rennstall, der von 2010 bis 2015 unter wechselnden Bezeichnungen an der Formel-1-Weltmeisterschaft teilnahm. Er ging aus dem ehemaligen Renault-Werksteam hervor. Der Rennstall wurde bis zum Frühjahr 2012 von dem britischen Sportwagenhersteller Lotus Cars unterstützt; die Teambezeichnung sollte auf diese Verbindung hinweisen. Eine Beziehung zu dem traditionsreichen, von 1958 bis 1994 in der Formel 1 aktiven Rennstall Team Lotus besteht nicht; es gab auch keine Verbindung zu dem mit malaysischer Lizenz startenden Team Lotus Racing, das 2011 seinerseits die Bezeichnung Team Lotus nutzte. Nachdem Lotus 2015 in wirtschaftliche Schwierigkeiten geraten war, kaufte Renault den Rennstall im Dezember 2015 zurück. Ab der Saison 2016 bis 2020 trat das Team als Renault-Werksteam an, unter den Bezeichnungen Renault Sport F1 Team, Renault F1 Team und Renault DP World F1 Team. Seit 2021 trägt es den Namen Alpine F1 Team. Es nutzt weiterhin die in Großbritannien ansässige Basis des ehemaligen Lotus-Teams.

## Geschichte des Teams

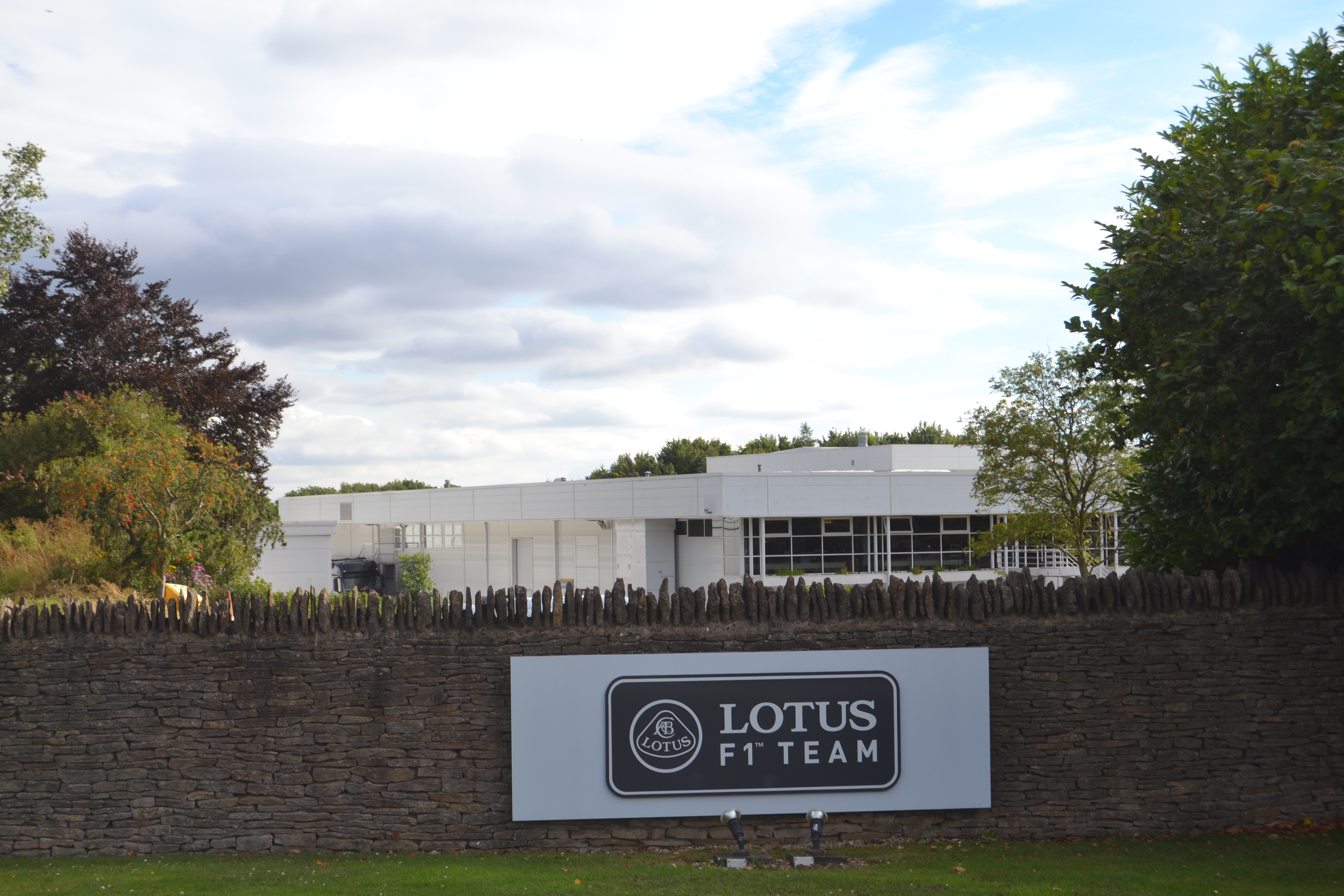
Lotus-Werk in Enstone, Oxfordshire

Sitz des Teams ist die Gemeinde Enstone in Oxfordshire, England.

### Entstehung
Das Lotus F1 Team ist Nachfolger des Renault-Werksteams, das sich von 2001 bis 2009 an der Formel-1-Weltmeisterschaft beteiligte. Renault hatte von 1977 bis 1985 ein eigenes, in Frankreich ansässiges Formel-1-Team unterhalten und mit ihm die Turbotechnologie im Grand-Prix-Sport etabliert. Nach zwischenzeitlichem Rückzug kehrte das französische Staatsunternehmen zu Beginn der Saugmotorära 1989 als reiner Motorenlieferant mit Erfolg wieder in die Formel 1 zurück. Nigel Mansell, Alain Prost, Damon Hill und Jacques Villeneuve (alle Williams) sowie Michael Schumacher (Benetton) gewannen zwischen 1992 und 1997 fünf Renault-Fahrer die Formel-1-Weltmeisterschaft. Zu Beginn des neuen Jahrhunderts entschied sich Renault, wieder ein komplettes Formel-1-Team an den Start zu bringen. Statt ein eigenes Team aufzubauen, übernahm das französische Unternehmen den in Großbritannien ansässigen Rennstall Benetton, der seinerseits auf das 1981 erstmals angetretene Team Toleman zurückging.
2001 hieß das Team ungeachtet des neuen Eigentümers zunächst noch Benetton; zur Saison 2002 wurde dann der Namenswechsel hin zu Renault F1 vollzogen. Die Leitung des Rennstalls lag bei Flavio Briatore, der eine Reihe von Fahrern aus seinem Kader ins Team brachte. Erfolgreichster Pilot war der Spanier Fernando Alonso, der 2005 und 2006, nachdem die jahrelange Ferrari-Dominanz ein Ende gefunden hatte, für Renault die Fahrerweltmeisterschaft gewann. In beiden Jahren wurde das Team auch Konstrukteursweltmeister. Nachdem Alonso das Team Ende 2006 verlassen hatte, brach die Leistung des französisch-britischen Rennstalls stark ein. Tiefpunkt war das Bekanntwerden der sogenannten Crashgate-Affäre, einem beim Großen Preis von Singapur 2008 bewusst herbeigeführten Unfall des Renault-Piloten Nelson Piquet junior, durch den Piquets Teamkollege Alonso ein strategischer Vorteil verschafft werden sollte. Der Imageschaden, den die von Briatore und Pat Symonds zu verantwortende Affäre nach sich zog, war neben wirtschaftlichen Erwägungen ein Grund für die Entscheidung Renaults, sich mit Ablauf der Saison 2009 aus der Formel-1-Weltmeisterschaft zurückzuziehen.
Im Dezember 2009 verkaufte Renault zunächst 75 Prozent der Teamanteile an das Luxemburger Unternehmen Genii Capital und zog sich aus dem operativen Geschäft des Rennstalls zurück. Später übernahm Genii Capital den Rennstall vollständig. Renault beschränkte sich ab 2010 darauf, mehrere Formel-1-Teams – darunter das ehemalige eigene Werksteam – mit Motoren zu beliefern.
2010 meldete sich das Team noch unter dem bisherigen Namen Renault F1 Team; 2011, nachdem eine Vereinbarung mit Lotus Cars abgeschlossen worden war, hieß es Lotus Renault Grand Prix. Mit Beginn der Formel-1-Weltmeisterschaft 2012 entfiel der Name Renault gänzlich; der Rennstall hieß seitdem Lotus F1 Team.

### NamensstreitTeam LotusundLotus Cars
In der Saison 2011 traten zwei eigenständige Teams an, die den Namen Lotus in der Bezeichnung führten: einerseits das aus Renault hervorgegangene Team Lotus Renault GP, andererseits der 2009 von Tony Fernandes gegründete, mit malaysischer Lizenz fahrende Rennstall Lotus Racing (2011 als Team Lotus gemeldet). Während Lotus Renault GP seinen Namen auf den nach wie vor aktiven britischen Sportwagenhersteller Lotus Cars zurückführte, nahm der malaysische Rennstall Bezug auf den ehemaligen britischen Formel-1-Rennstall Team Lotus. Beide Unternehmen – Team Lotus und Lotus Cars – waren von Colin Chapman (1928–1982) gegründet worden; spätestens seit den 1980er Jahren waren sie aber rechtlich unabhängig und hatten abgesehen von Namen und Historie keine Bezugspunkte mehr. Die Rechte an dem Namen Team Lotus liegen bei dem britischen Rennfahrer David Hunt, der sie 1995 nach dem Konkurs des Rennstalls erworben hatte. Hunt gestattete Fernandes 2010, den traditionsreichen Namen für das malaysische Team zu verwenden.
Die Verwendung des Namens Team Lotus war Grund für einen Rechtsstreit zwischen dem malaysischen Team und dem Unternehmen Lotus Cars, das sich an dem ehemaligen Renault-Werksteam beteiligt hatte. Beide Teams wollten den Namen „Lotus“ exklusiv, d. h. unter Ausschluss des jeweils anderen, für sich nutzen. Am 27. Mai 2011 bestätigte ein britisches Gericht, dass das malaysische Team Lotus der offizielle Nachfolger des traditionsreichen Namens ist und diese Bezeichnung zu Recht führt. Zugleich erlaubte das Gericht dem Unternehmen Lotus Cars, den Namen Lotus auch im Formel-1-Sport zu verwenden; Lotus Cars musste dabei aber auf den Zusatz „Team“ verzichten. Damit waren Lotus Cars und Genii Capital berechtigt, das ehemalige Renault-Werksteam als Lotus Renault GP zu bezeichnen. Tony Fernandez entschied sich im Herbst 2011 dazu, sein Formel-1-Team ab 2012 unter dem Namen Team Caterham zu melden. Damit endete der Namensstreit nach mehr als einem Jahr.

### Zusammenarbeit mit der Lotus-Gruppe
Der britische Automobilhersteller Lotus, der mehrheitlich der malaysischen Proton-Gruppe gehört, ging Anfang 2011 eine Verbindung mit Geniis Formel-1-Rennstall ein. Zunächst wurde berichtet, das Team arbeite in technischer Hinsicht mit dem Automobilhersteller zusammen, der außerdem Anteile am Rennstall erworben habe. Tatsächlich hatte Lotus Cars 2011 und 2012 lediglich die Stellung eines Titelsponsors und besaß zudem die Option, Anteile am Team zu übernehmen. Davon machte Lotus indes keinen Gebrauch.
2012 ging der Rennstall vereinbarungsgemäß unter der Bezeichnung Lotus F1 Team an den Start. Nachdem zwei Rennen gefahren waren, beendeten Genii und die Lotus-Gruppe ihre Zusammenarbeit im April 2012. Die Lotus-Gruppe, die seit mehreren Monaten ihren Zahlungsverpflichtungen nicht mehr nachgekommen war, gab angesichts finanzieller Schwierigkeiten ihre Stellung als Hauptsponsor mit sofortiger Wirkung auf. Genii verzichtete auf die Zahlung der ausstehenden Sponsorgelder und erhielt im Gegenzug die Erlaubnis, das Team weiterhin unter dem Namen Lotus an den Start zu bringen. Das Team erhielt die Nutzungsrechte am Namen Lotus bis 2017.

### Wirtschaftliche Schwierigkeiten
Ungeachtet der sportlichen Erfolge war die Formel-1-Weltmeisterschaft 2013 für das Team von wirtschaftlichen Schwierigkeiten geprägt. Kimi Räikkönens Gehalt wurde nur mit erheblicher Verzögerung gezahlt, nachdem dieser öffentlich damit gedroht hatte, das Team in der laufenden Saison zu verlassen. Im September gab Räikkönen bekannt, den Rennstall zum Ende des Jahres zu verlassen und zu Ferrari zurückzukehren. Der einzige Grund für diesen Wechsel sei die Tatsache, dass Lotus sein Gehalt nicht bezahlen könne. Wegen einer Rücken-Operation bestritt er die letzten beiden Rennen der Saison nicht mehr für Lotus, nachdem er bereits zuvor beim Großen Preis von Abu Dhabi angekündigt hatte, die beiden Rennen auszulassen, wenn das ausstehende Gehalt nicht gezahlt werde. In den Medien wurden zudem Vermutungen geäußert, Ferrari habe ihm nahegelegt, sich bereits zu diesem Zeitpunkt operieren zu lassen und so die Rennen auszulassen, damit Ferrari in der eng umkämpften Konstrukteurswertung vor Lotus bleibe. Nach Ablauf der Saison 2013 verlor Lotus zahlreiche Mitarbeiter, die zu Konkurrenzteams wechselten. Im Januar 2014 verließ Éric Boullier den finanziell angeschlagenen Rennstall und wechselte zum Konkurrenten McLaren, wo er die Funktion des Renndirektors wahrnahm.
2014 gab es erneut Berichte über finanzielle Schwierigkeiten des Rennstalls. So gab Renault im Mai 2014 an, dass unter anderem ausstehende Rechnungen von mehreren Kundenteams (offenbar Caterham und Lotus) die Gründe dafür seien, dass die Entwicklung des Renault Energy F1 2014 nicht wie gewünscht weiterbetrieben werden könne. Nachdem Caterham und Marussia bekanntgaben, insolvent zu sein und beim Großen Preis der USA nicht mehr antraten, erwogen Force India, Lotus und Sauber den Boykott des Rennens, um die Inhaber der kommerziellen Rechte, CVC Capital Partners und Bernie Ecclestone, zu zwingen, finanzielle Zugeständnisse zu machen.
Auch 2015 gab es wiederholt Berichte über ausstehende Zahlungen, unter anderem für die Pirelli-Reifen. Im Juli 2015 gab es eine Gerichtsverhandlung vor einem britischen Gläubigergericht, da mehrere Zulieferfirmen, darunter Xtrac, auf die Zahlung offenstehender Rechnungen geklagt hatten. Es gab Medienberichte, wonach Verbindlichkeiten in Höhe von 800.000 Euro bei insgesamt 27 Gläubigern existierten. Xtrac hatte die Einleitung eines Insolvenzverfahrens beantragt, durch eine Zahlung konnte das Team eine Insolvenz abwenden. Da nach britischem Recht nur ein Gläubiger zur gleichen Zeit ein Insolvenzverfahren beantragen könne und die britischen Gerichte wegen der Ferienzeit keine Verhandlungen durchführen, sei man bis September vor den Forderungen weiterer Gläubiger sicher. Beim Großen Preis von Ungarn wenige Tage später erhielt Lotus erst kurz vor Beginn des ersten freien Trainings die benötigten Reifen für das Rennwochenende, da Pirelli diese wegen eines erneuten Zahlungsrückstandes nicht freigeben wollte. Nach Darstellung des Teams gab es technische Probleme mit der Überweisung der Ratenzahlung für die Reifenrechnung. Beim Großen Preis von Belgien wurde die Ausrüstung des Teams von einem Gerichtsvollzieher beschlagnahmt, dem Team wurde jedoch die Teilnahme beim Rennen gestattet. Erst nachdem man sich mit den Gläubigern Bell, Toyota Motorsport und Charles Pic geeinigt hatte, durfte das Team am 27. August 2015 aus den Fahrerlager von Spa-Francorchamps abreisen. Im Zuge dessen wurde bekannt, dass sich die Verbindlichkeiten gegenüber Bell auf 80.000 Euro, Toyota, deren Motorhome das Team gemietet hatte, auf 280.000 Euro und beim ehemaligen Test- und Ersatzfahrer Pic auf 800.000 Euro beliefen. Beim Großen Preis von Japan gab es erneut Medienberichte über finanzielle Schwierigkeiten des Rennstalls. So durfte das Team die bereitgestellte Hospitality im Fahrerlager nicht betreten, da die Miete nicht bezahlt war. Auch die Luftfracht des Teams traf verspätet an der Rennstrecke ein. Für den 28. September war eine Gerichtsverhandlung in London wegen Steuerschulden des Teams in Höhe von 3,7 Millionen Euro angesetzt. Im Vorfeld dieser Verhandlung veröffentlichten Lotus und Renault eine Absichtserklärung, nach der Renault das Team übernehmen will. Außerdem beglich Lotus die Steuerschulden, Medienberichten zufolge mit Hilfe eines Kredits von Renault. Das Team erhielt daraufhin bis zum 7. Dezember Zeit, seine weiteren Verbindlichkeiten zu begleichen. Auch im Vorfeld des Großen Preises von Brasilien gab es weitere Berichte über Zahlungsschwierigkeiten, wegen offenen Forderungen des Veranstalters aus der Vergangenheit in Höhe von umgerechnet rund 330.000 Euro wurde das Team zunächst daran gehindert, die Box zu betreten. Erst nachdem Ecclestone die Forderungen beglich, durfte das Team die Box betreten. Auch beim Saisonfinale in Abu Dhabi wurden die Team-Mitarbeiter am Betreten der Box gehindert. Erneut beglich Ecclestone Medienberichten zufolge die Verbindlichkeiten.

## Das Formel-1-Engagement

### Saison 2010: Übernahme von Renault

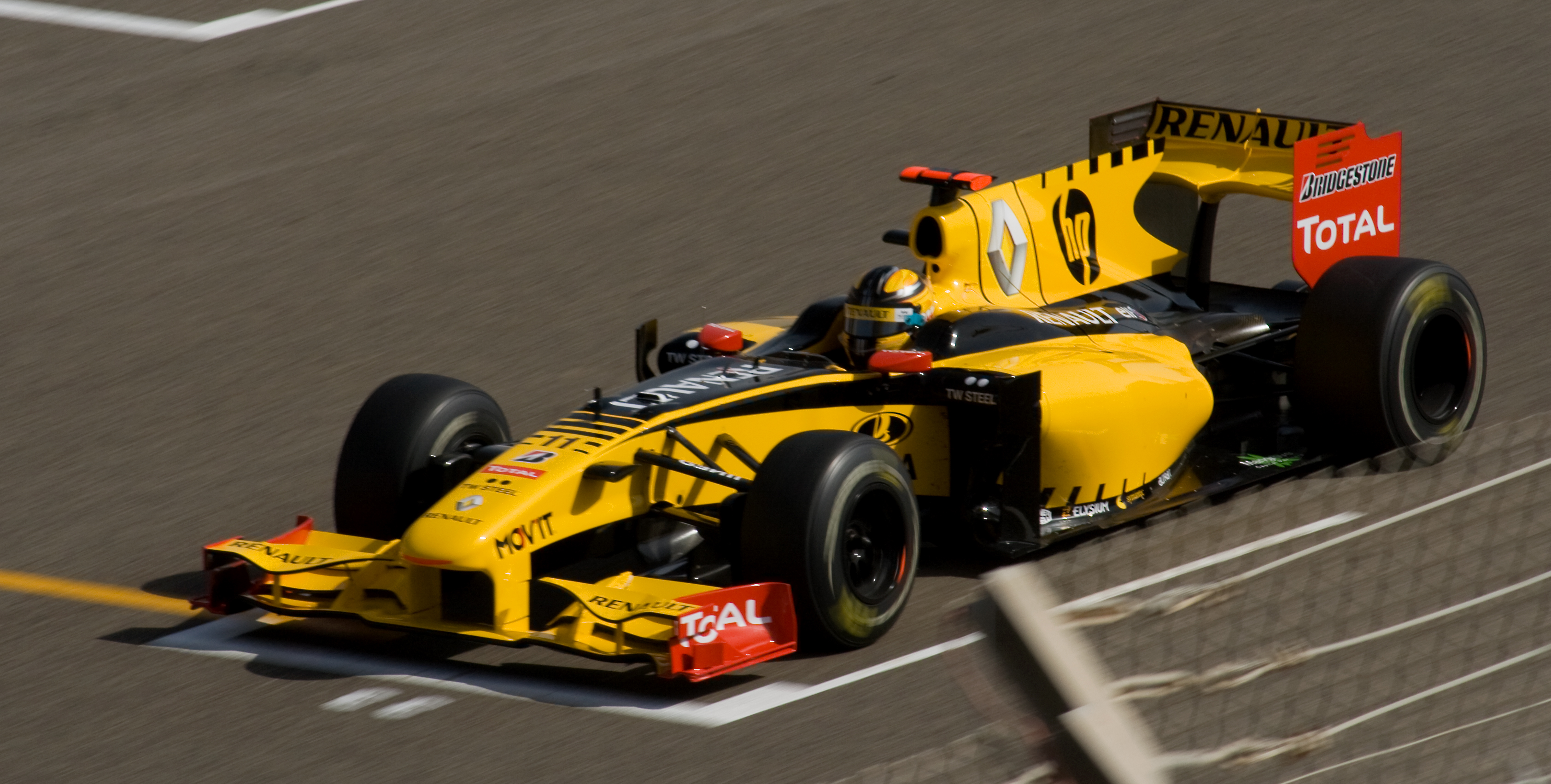
Robert Kubica im Renault R30 beim Großen Preis von Bahrain

Das Team setzte im ersten Jahr seiner Unabhängigkeit von Renault den Renault R30 ein, ein von James Allison und Tim Densham konstruiertes Auto. Als Antrieb diente ein Achtzylindermotor vom Typ Renault RS27, der in identischer Spezifikation auch von Red Bull Racing eingesetzt wurde. Fahrer waren Robert Kubica und Witali Petrow. Kubica war der konstantere und erfolgreichere Fahrer: Er fiel nur bei drei Rennen aus und erzielte 136 Weltmeisterschaftspunkte, sodass er die Fahrerweltmeisterschaft als Achter abschloss. Sein bestes Ergebnis war der zweite Platz beim Großen Preis von Australien; daneben erreichte er zwei dritte Plätze und zwölf weitere Positionierungen in den Punkterängen. Petrow kam vierzehnmal ins Ziel und erreichte fünf Positionierungen in den Punkterängen. Sein bestes Ergebnis war der fünfte Platz beim Großen Preis von Ungarn. Er schloss die Saison mit 27 Punkten als Dreizehnter ab. Renault erreichte mit 163 Punkten Platz fünf der Konstrukteursmeisterschaft. Red Bull erzielte die dreifache Punktzahl und wurde Konstrukteursmeister.

### Saison 2011: Lotus Renault GP

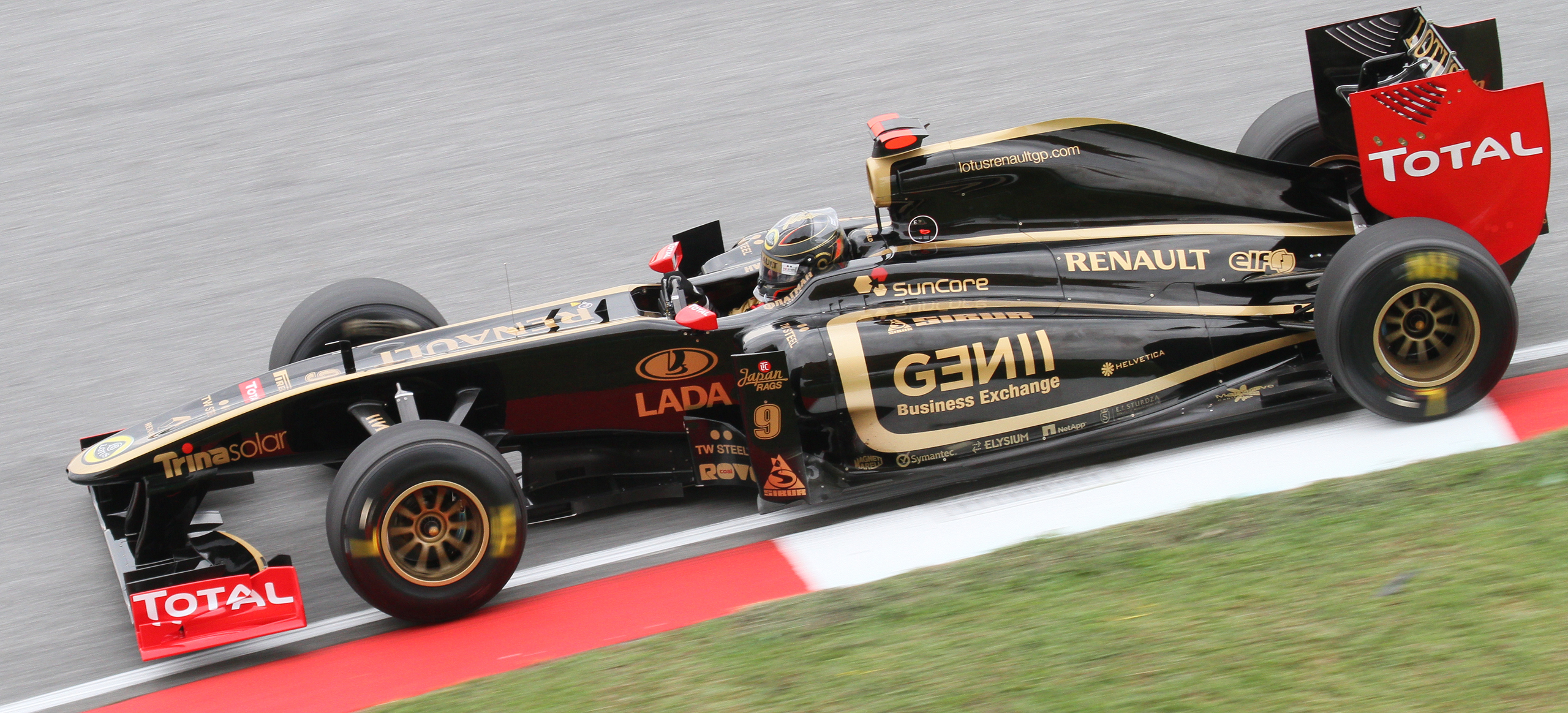
Der Renault R31 in schwarz-goldener Lackierung des Team Lotus (hier Heidfeld beim Großen Preis von Malaysia)

Für die Saison 2011 erhielt der Rennstall die Bezeichnung Lotus Renault GP. Er knüpfte damit an eine Verbindung an, die Mitte der 1980er Jahre erfolgreich gewesen war: Das Team Lotus hatte in der Turbo-Ära einige Jahre lang als Kundenteam Sechszylindermotoren von Renault bezogen. Die in Schwarz und Gold lackierten Wagen waren von Piloten wie Ayrton Senna und Nigel Mansell gefahren worden und hatten einige Berühmtheit erlangt. In Erinnerung an diese traditionsreichen Wagen übernahm das Team Lotus Renault für 2011 für seine Autos das schwarz-goldene Farbschema.
Als Einsatzauto wurde der Renault R31 gemeldet, eine Weiterentwicklung des Vorjahresmodells. Es wurde angetrieben von dem Renault RS27-Motor, der neben Red Bull jetzt auch dem malaysischen Team Lotus zur Verfügung stand.
Für die Saison 2011 war die Fortsetzung der Fahrerpaarung Kubica-Petrow geplant. Am 6. Februar verletzte sich Kubica allerdings bei einer Rallye in Italien schwer und musste sich mehreren Operationen unterziehen. Das Team ersetzte ihn für die ersten elf Rennen des Jahres durch Nick Heidfeld; ab dem Großen Preis von Ungarn fuhr Bruno Senna Kubicas Wagen.
Heidfeld kam bei elf Rennen achtmal ins Ziel. Sein bestes Ergebnis war der dritte Platz beim Großen Preis von Malaysia. Nachdem er sowohl in Deutschland als auch beim Großen Preis von Ungarn infolge eines unverschuldeten Unfalls und eines technischen Defekts ausgeschieden war, stellte das Team ihn im Sommer 2011 frei. Teamintern lag Heidfeld zu diesem Zeitpunkt mit 34 zu 32 Punkten knapp vor Petrow. Am Saisonende belegte er den elften Platz in der Weltmeisterschaft. Bruno Senna, der im Jahr zuvor bei Hispania Racing debütiert hatte, kam in acht Anläufen nur einmal in die Punkteränge; beim Großen Preis von Italien wurde er Neunter. Witaly Petrow erzielte 37 Punkte; sein bestes Ergebnis war der dritte Platz beim Auftaktrennen in Australien. Das Team konnte in der Konstrukteursmeisterschaft erneut Platz fünf belegen, obwohl es 2011 mit 73 Punkten deutlich weniger Zähler erreichte als im Vorjahr.

### Saison 2012: Lotus F1 Team

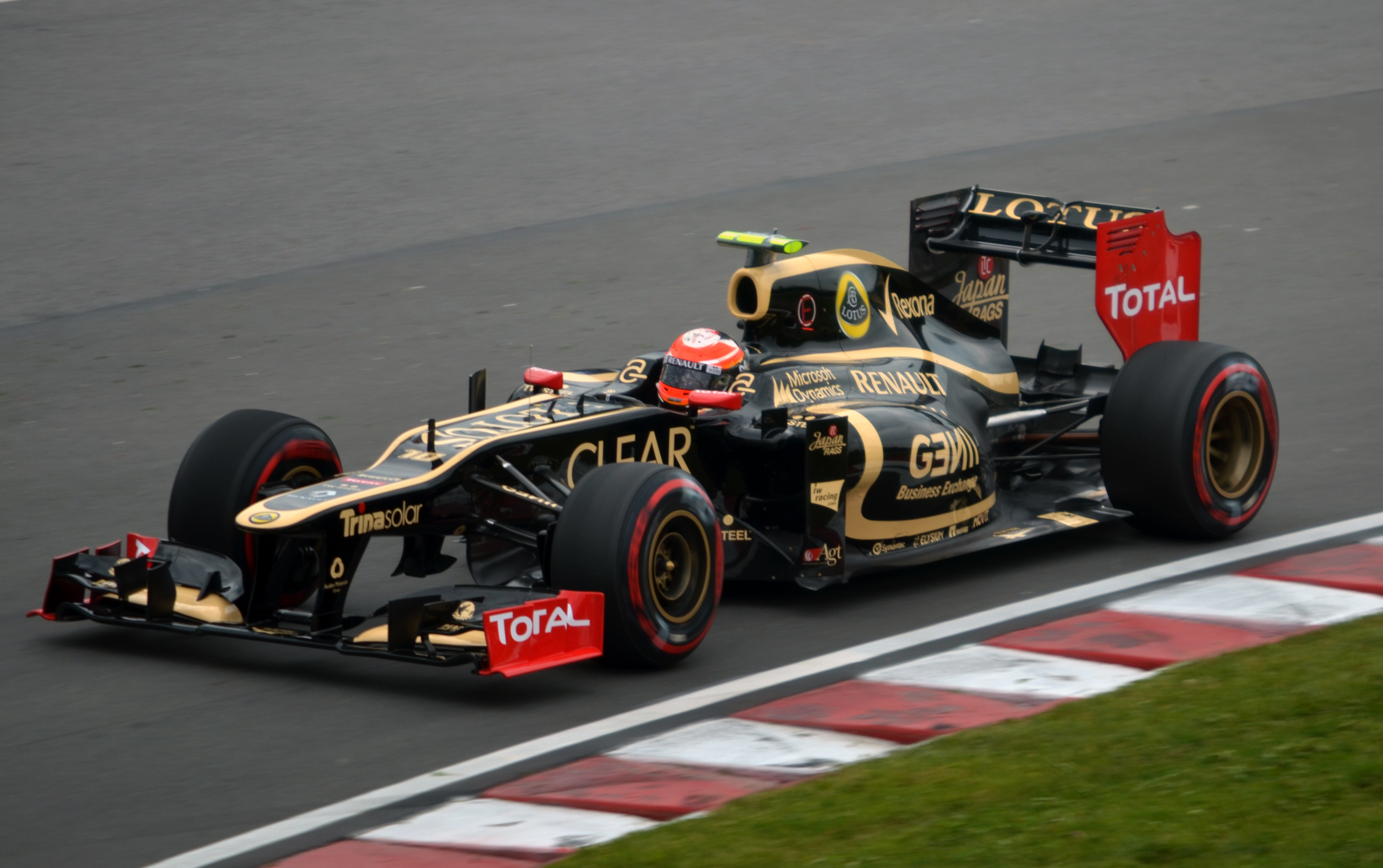
Romain Grosjean im Lotus E20 beim Großen Preis von Kanada 2012

In der Formel-1-Weltmeisterschaft 2012 trat der Rennstall unter der Bezeichnung Lotus F1 Team an. Als Fahrer wurden Kimi Räikkönen, der nach zweijähriger Unterbrechung in die Formel 1 zurückkehrte, sowie Romain Grosjean verpflichtet. Einsatzauto war der Lotus E20, der erneut von einem Renault-Motor angetrieben wurde. Das Team war konkurrenzfähiger als im Jahr zuvor. Beim Großen Preis von Bahrain und beim Großen Preis von Ungarn erreichten beide Fahrer eine Podiumsplatzierung, und in Abu Dhabi gewann das Team erstmals einen Großen Preis.
Zum Großen Preis von Italien gab es einen Fahrerwechsel, Jérôme D’Ambrosio ersetzte Grosjean, der für dieses Rennen gesperrt worden war. Beim zuvor ausgetragenen Großen Preis von Belgien hatte er eine Massenkarambolage ausgelöst, in deren Folge neben ihm auch Lewis Hamilton, Fernando Alonso und Sergio Pérez ausfielen.
Räikkönen kam siebenmal auf einem Podiumsplatz ins Ziel, Grosjean zweimal. Dank der guten Rennergebnisse lag das Team in der Zwischenwertung bis zum Sommer 2012 auf Platz drei der Konstrukteurswertung. Das Team schloss die Saison auf Rang vier der Konstrukteurswertung ab, der bereits vor dem letzten Rennen des Jahres feststand.

### Saison 2013: Konstanter Verfolger

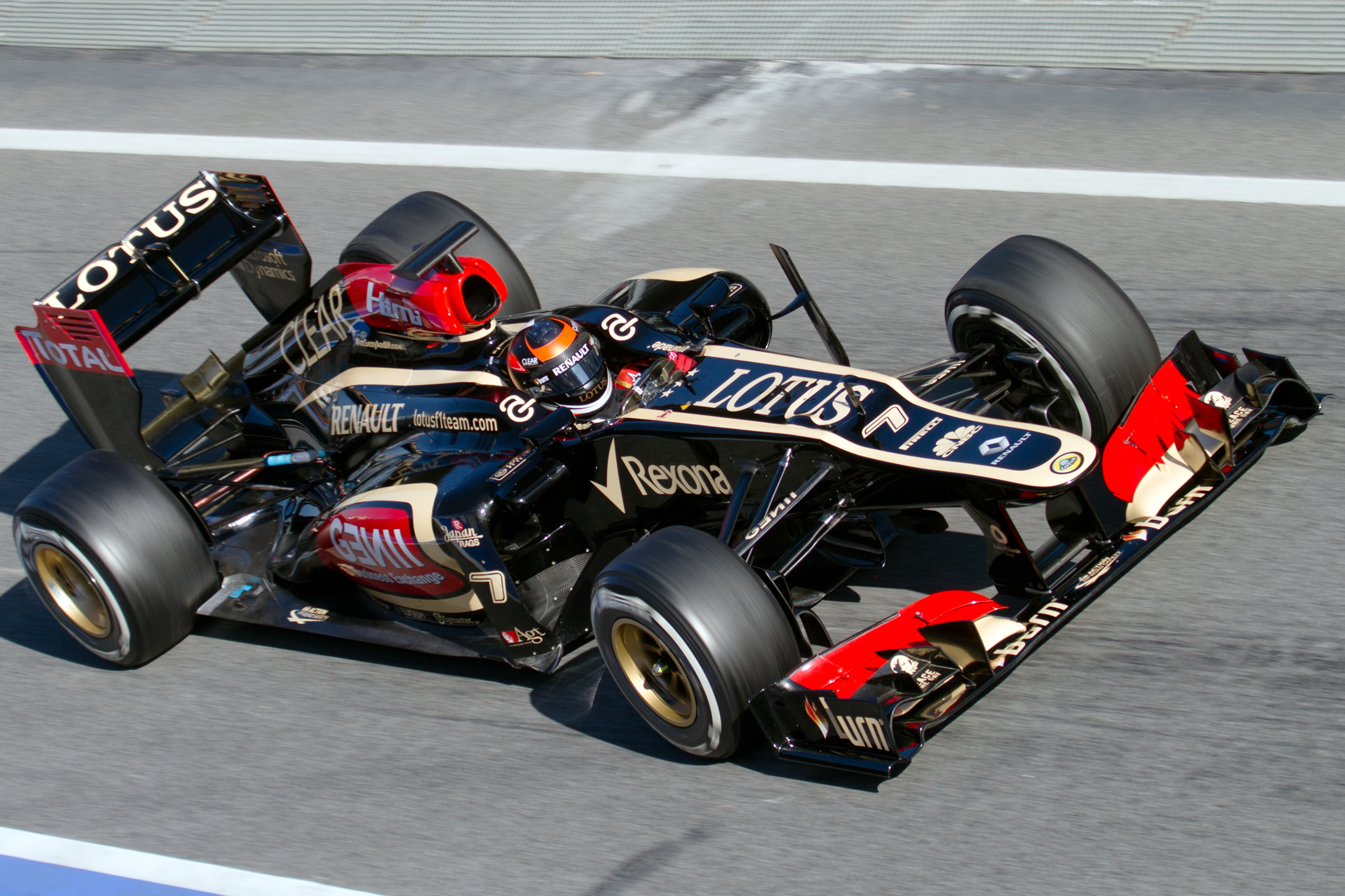
Kimi Räikkönen im Lotus E21

In der Saison 2013 ging das Team erneut mit den Fahrern Räikkönen und Grosjean an den Start. Einsatzfahrzeug war der Lotus E21. Die Saison verlief erfolgreich, Räikkönen gewann den Saisonauftakt in Australien und kam bei sechs weiteren Rennen als Zweiter und bei einem Rennen als Dritter ins Ziel. Hinzu kam ein zweiter und fünf dritte Plätze von Grosjean. Das Team erzielte im Laufe der Saison 315 Punkte und belegte wie im Vorjahr Rang vier der Konstrukteurswertung. Wegen der wirtschaftlichen Schwierigkeiten des Teams gab Räikkönen im September 2013 bekannt, zur kommenden Saison zu seinem früheren Rennstall Ferrari zurückzukehren. Nach einer Operation am Rücken wurde er für die letzten beiden Saisonrennen durch Heikki Kovalainen ersetzt, der jedoch keine Punkte für das Team erzielen konnte.

### Saison 2014: Schwieriges Turbo-Jahr
Die Saison 2014 bestritt Lotus mit dem Fahrer-Duo Pastor Maldonado, der von Williams kam, und Romain Grosjean. Einsatzfahrzeug war der von Nick Chester und Martin Tolliday konstruierte Lotus E22, der wie die Autos von Red Bull, Toro Rosso und Caterham Hybridmotoren von Renault (Renault Energy F1 2014) verwendet. Bei den Testfahrten vor Saisonbeginn zeigte sich, dass Renault zahlreiche Probleme im Bereich des Antriebs hatte. Die Lotus-Piloten konnten nur wenige Testrunden drehen. Beim ersten Saisonrennen in Australien setzten sich die Probleme fort. Im Qualifying von Melbourne legte Maldonado infolge technischer Schwierigkeiten keine einzige gezeitete Runde zurück. Er wurde gleichwohl zum Rennen zugelassen, da er im dritten freien Training eine Rundenzeit erreicht hatte, die unterhalb von 107 Prozent der (späteren) Polezeit lag (sog. 107-Prozent-Regel). Grosjean, der die Situation des Teams „frustrierend“ fand, war mehr als sechs Sekunden langsamer als Polesetter Lewis Hamilton. Beide Lotus starteten aus der letzten Reihe.
Das Team errang in der gesamten Saison nur drei Top-10-Platzierungen und beendete die Saison mit zehn Punkten auf Platz acht.

### Saison 2015: Mercedes-Motoren

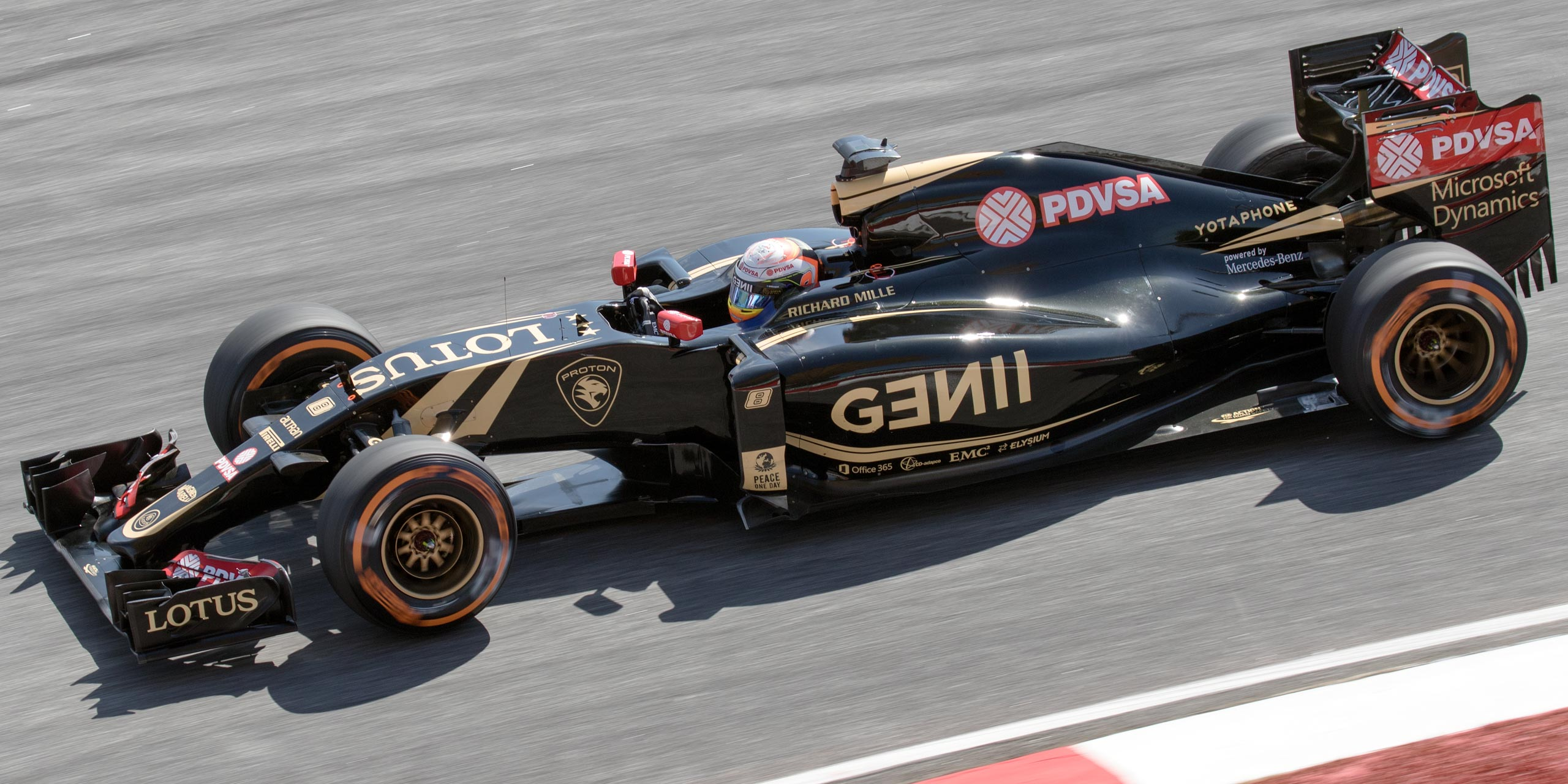
Romain Grosjean im Lotus E23 Hybrid beim Großen Preis von Malaysia 2015

Für die Saison 2015 wechselte Lotus den Motorenpartner. Anstelle von Renault-Motoren setzte Lotus Triebwerke von Mercedes ein. Das Team war damit neben Williams und Force India das dritte Mercedes-Kundenteam. Romain Grosjean und Pastor Maldonado waren weiterhin als Fahrer tätig.
Im Laufe des Jahres gab es vielfach Berichte über eine bevorstehende Übernahme des Rennstalls durch Renault. Lotus-Manager und Renault bestätigten, dass hierzu Verhandlungen stattfanden. Eine zunächst für den Sommer 2015 erwartete Einigung kam allerdings nicht zustande.
Ungeachtet der wirtschaftlichen Schwierigkeiten verbesserten sich die sportlichen Ergebnisse. Zwar war Lotus das schwächste der Mercedes-Kundenteams; dennoch konnte Lotus die Punkteausbeute im Vergleich zum Vorjahr von 10 auf 78 steigern. Damit beendete das Team die Saison auf Rang sechs der Konstrukteurswertung. Es erreichte 15 Platzierungen in den Punkterängen und mit Grosjeans drittem Platz in Belgien zum ersten Mal seit 2013 wieder eine Zielankunft auf einem Podiumsplatz.
Auch nach Abschluss der Saison 2015 war die Zukunft zunächst unklar. Zwar mehrten sich Berichte, dass Renault offene Rechnungen des Lotus-Teams bezahlte, und nach Aussage von Lotus-Managern sollten seit Oktober 2015 Renault-Techniker im Lotus-Werk in Enstone arbeiten. Eine Einigung über den Einstieg von Renault stand aber nach wie vor aus. Nach Aussagen des Lotus-Managements arbeiteten die Techniker für die Formel-1-Weltmeisterschaft 2016 an zwei verschiedenen Fahrzeugkonzepten, eines für die – erneute – Verwendung eines Mercedes-Motors und ein weiteres, das auf das Renault-Triebwerk ausgelegt war. Kurz nach dem Saisonende bestätigte Renault dann offiziell die Übernahme von Lotus. Medienberichten zufolge war der Hauptgrund für die immer wieder verschobene Bestätigung die Tatsache, dass Renault sich lange Zeit nicht mit Ecclestone über Bonuszahlungen einigen konnte, die über die mit dem Lotus-Team laut Concorde-Verträgen vereinbarten Zahlungen hinausging. Renault erwarb über sein britisches Tochterunternehmen Grigny 90 Prozent der Anteile am Rennstall zum Kaufpreis von nur einem Pfund Sterling.

## Zahlen und Daten

### Statistik in der Formel 1
Stand: Saisonende 2015
| Saison | Teamname         | Chassis          | Motor                       | Reifen | Grand Prix | Siege | Zweiter | Dritter | Poles | schn. Runden | Punkte | WM-Rang |
| ------ | ---------------- | ---------------- | --------------------------- | ------ | ---------- | ----- | ------- | ------- | ----- | ------------ | ------ | ------- |
| 2010   | Renault F1 Team  | Renault R30      | Renault RS27 2.4 V8         | B      | 19         | –     | 1       | 2       | –     | 2            | 163    | 5.      |
| 2011   | Lotus Renault GP | Renault R31      | Renault RS27 2.4 V8         | P      | 19         | –     | –       | 2       | –     | –            | 73     | 5.      |
| 2012   | Lotus F1 Team    | Lotus E20        | Renault RS27 2.4 V8         | P      | 20         | 1     | 4       | 5       | –     | 3            | 303    | 4.      |
| 2013   | Lotus F1 Team    | Lotus E21        | Renault RS27 2.4 V8         | P      | 19         | 1     | 7       | 6       | –     | 2            | 315    | 4.      |
| 2014   | Lotus F1 Team    | Lotus E22        | Renault 1.6 V6 Turbo        | P      | 19         | –     | –       | –       | –     | –            | 10     | 8.      |
| 2015   | Lotus F1 Team    | Lotus E23 Hybrid | Mercedes-Benz PU106B Hybrid | P      | 19         | –     | –       | 1       | –     | –            | 78     | 6.      |
| Gesamt | Gesamt           | Gesamt           | Gesamt                      | Gesamt | 115        | 2     | 12      | 16      | –     | 7            | 942    |         |

### Alle Fahrer in der Formel 1
Stand: Saisonende 2015
| Name              | Jahre     | Grand Prix | Punkte | Siege | Zweiter | Dritter | Poles | schn. Runden | beste WM-Pos. |
| ----------------- | --------- | ---------- | ------ | ----- | ------- | ------- | ----- | ------------ | ------------- |
| Romain Grosjean   | 2012–2015 | 76         | 287    | –     | 2       | 8       | –     | 1            | 07. (2013)    |
| Witali Petrow     | 2010–2011 | 38         | 64     | –     | –       | 1       | –     | 1            | 10. (2011)    |
| Kimi Räikkönen    | 2012–2013 | 37         | 390    | 2     | 9       | 4       | –     | 4            | 03. (2012)    |
| Pastor Maldonado  | 2014–2015 | 37         | 29     | –     | –       | –       | –     | –            | 14. (2015)    |
| Robert Kubica     | 2010      | 19         | 136    | –     | 1       | 2       | –     | 1            | 08. (2010)    |
| Nick Heidfeld     | 2011      | 11         | 34     | –     | –       | 1       | –     | –            | 11. (2011)    |
| Bruno Senna       | 2011      | 8          | 2      | –     | –       | –       | –     | –            | 18. (2011)    |
| Heikki Kovalainen | 2013      | 2          | –      | –     | –       | –       | –     | –            | 21. (2013)    |
| Jérôme D’Ambrosio | 2012      | 1          | –      | –     | –       | –       | –     | –            | 23. (2012)    |

### Ergebnisse in der Formel 1
| Saison | Chassis          | Fahrer        | Nr. | 1   | 2   | 3   | 4   | 5   | 6   | 7   | 8   | 9   | 10  | 11  | 12  | 13  | 14 | 15  | 16  | 17  | 18  | 19  | 20  | Punkte | Rang |
| ------ | ---------------- | ------------- | --- | --- | --- | --- | --- | --- | --- | --- | --- | --- | --- | --- | --- | --- | -- | --- | --- | --- | --- | --- | --- | ------ | ---- |
| 2010   | Renault R30      |               |     |     |     |     |     |     |     |     |     |     |     |     |     |     |    |     |     |     |     |     |     | 163    | 5.   |
| 2010   | Renault R30      | R. Kubica     | 11  | 11  | 2   | 4   | 5   | 8   | 3   | 6   | 7   | 5   | DNF | 7   | DNF | 3   | 8  | 7   | DNF | 5   | 9   | 5   |     | 163    | 5.   |
| 2010   | Renault R30      | W. Petrow     | 12  | DNF | DNF | DNF | 7   | 11  | 13* | 15  | 17  | 14  | 13  | 10  | 5   | 9   | 13 | 11  | DNF | DNF | 16  | 6   |     | 163    | 5.   |
| 2011   | Renault R31      |               |     |     |     |     |     |     |     |     |     |     |     |     |     |     |    |     |     |     |     |     |     | 73     | 5.   |
| 2011   | Renault R31      | N. Heidfeld   | 09  | 12  | 3   | 12  | 7   | 8   | 8   | DNF | 10  | 8   | DNF | DNF |     |     |    |     |     |     |     |     |     | 73     | 5.   |
| 2011   | Renault R31      | B. Senna      | 09  |     |     |     |     |     |     |     |     |     |     |     | 13  | 9   | 15 | 16  | 13  | 12  | 16  | 17  |     | 73     | 5.   |
| 2011   | Renault R31      | W. Petrow     | 10  | 3   | 17* | 9   | 8   | 11  | DNF | 5   | 15  | 12  | 10  | 12  | 9   | DNF | 17 | 9   | DNF | 11  | 13  | 10  |     | 73     | 5.   |
| 2012   | Lotus E20        |               |     |     |     |     |     |     |     |     |     |     |     |     |     |     |    |     |     |     |     |     |     | 303    | 4.   |
| 2012   | Lotus E20        | K. Räikkönen  | 09  | 7   | 5   | 14  | 2   | 3   | 9   | 8   | 2   | 5   | 3   | 2   | 3   | 5   | 6  | 6   | 5   | 7   | 1   | 6   | 10  | 303    | 4.   |
| 2012   | Lotus E20        | R. Grosjean   | 10  | DNF | DNF | 6   | 3   | 4   | DNF | 2   | DNF | 6   | 18  | 3   | DNF | EX  | 7  | 19* | 7   | 9   | DNF | 7   | DNF | 303    | 4.   |
| 2012   | Lotus E20        | J. D’Ambrosio | 10  |     |     |     |     |     |     |     |     |     |     |     |     | 13  |    |     |     |     |     |     |     | 303    | 4.   |
| 2013   | Lotus E21        |               |     |     |     |     |     |     |     |     |     |     |     |     |     |     |    |     |     |     |     |     |     | 315    | 4.   |
| 2013   | Lotus E21        | K. Räikkönen  | 07  | 1   | 7   | 2   | 2   | 2   | 10  | 9   | 5   | 2   | 2   | DNF | 11  | 3   | 2  | 5   | 7   | DNF |     |     |     | 315    | 4.   |
| 2013   | Lotus E21        | H. Kovalainen | 07  |     |     |     |     |     |     |     |     |     |     |     |     |     |    |     |     |     | 14  | 14  |     | 315    | 4.   |
| 2013   | Lotus E21        | R. Grosjean   | 08  | 10  | 6   | 9   | 3   | DNF | DNF | 13  | 19* | 3   | 6   | 8   | 8   | DNF | 3  | 3   | 3   | 4   | 2   | DNF |     | 315    | 4.   |
| 2014   | Lotus E22        |               |     |     |     |     |     |     |     |     |     |     |     |     |     |     |    |     |     |     |     |     |     | 10     | 8.   |
| 2014   | Lotus E22        | R. Grosjean   | 08  | DNF | 11  | 12  | DNF | 8   | 8   | DNF | 14  | 12  | DNF | DNF | DNF | 16  | 13 | 15  | 17  | 11  | 17* | 13  |     | 10     | 8.   |
| 2014   | Lotus E22        | P. Maldonado  | 13  | DNF | DNF | 14  | 14  | 15  | DNS | DNF | 12  | 17* | 12  | 13  | DNF | 14  | 12 | 16  | 18  | 9   | 12  | DNF |     | 10     | 8.   |
| 2015   | Lotus E23 Hybrid |               |     |     |     |     |     |     |     |     |     |     |     |     |     |     |    |     |     |     |     |     |     | 78     | 6.   |
| 2015   | Lotus E23 Hybrid | R. Grosjean   | 08  | DNF | 11  | 7   | 7   | 8   | 12  | 10  | DNF | DNF | 7   | 3   | DNF | 13* | 7  | DNF | DNF | 10  | 8   | 9   |     | 78     | 6.   |
| 2015   | Lotus E23 Hybrid | P. Maldonado  | 13  | DNF | DNF | DNF | 15  | DNF | DNF | 7   | 7   | DNF | 14  | DNF | DNF | 12  | 8  | 7   | 8   | 11  | 10  | DNF |     | 78     | 6.   |

| Legende  | Legende            | Legende                                                          |
| Farbe    | Abkürzung          | Bedeutung                                                        |
| -------- | ------------------ | ---------------------------------------------------------------- |
| Gold     | –                  | Sieg                                                             |
| Silber   | –                  | 2. Platz                                                         |
| Bronze   | –                  | 3. Platz                                                         |
| Grün     | –                  | Platzierung in den Punkten                                       |
| Blau     | –                  | Klassifiziert außerhalb der Punkteränge                          |
| Violett  | DNF                | Rennen nicht beendet (did not finish)                            |
| Violett  | NC                 | nicht klassifiziert (not classified)                             |
| Rot      | DNQ                | nicht qualifiziert (did not qualify)                             |
| Rot      | DNPQ               | in Vorqualifikation gescheitert (did not pre-qualify)            |
| Schwarz  | DSQ                | disqualifiziert (disqualified)                                   |
| Weiß     | DNS                | nicht am Start (did not start)                                   |
| Weiß     | WD                 | zurückgezogen (withdrawn)                                        |
| Hellblau | PO                 | nur am Training teilgenommen (practiced only)                    |
| Hellblau | TD                 | Freitags-Testfahrer (test driver)                                |
| ohne     | DNP                | nicht am Training teilgenommen (did not practice)                |
| ohne     | INJ                | verletzt oder krank (injured)                                    |
| ohne     | EX                 | ausgeschlossen (excluded)                                        |
| ohne     | DNA                | nicht erschienen (did not arrive)                                |
| ohne     | C                  | Rennen abgesagt (cancelled)                                      |
| ohne     | keine WM-Teilnahme |                                                                  |
| sonstige | P/fett             | Pole-Position                                                    |
| sonstige | 1/2/3/4/5/6/7/8    | Punktplatzierung im Sprint-/Qualifikationsrennen                 |
| sonstige | SR/kursiv          | Schnellste Rennrunde                                             |
| sonstige | *                  | nicht im Ziel, aufgrund der zurückgelegten Distanz aber gewertet |
| sonstige | ()                 | Streichresultate                                                 |
| sonstige | unterstrichen      | Führender in der Gesamtwertung                                   |